# William McElcheran

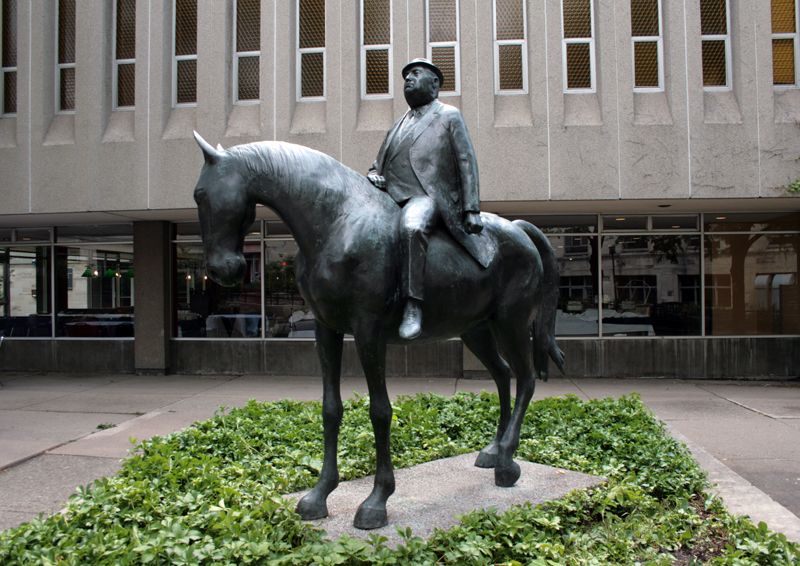
Businessman on a horse, Universiteit van Toronto

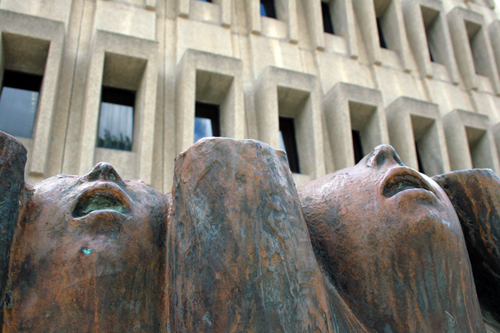
Detail van reliëf Untitled, Kelly Library

William Hodd ("Bill") McElcheran (Hamilton, 1927 – 1999) was een Canadese ontwerper en beeldhouwer.

## Leven en werk
McElcheran studeerde met een beurs aan het Ontario College of Art en werd tot 1948 opgeleid als houtbewerker en ontwerper. Hij trad midden vijftiger jaren in dienst van BB&R Architects in Toronto als liturgisch vormgever. Hij drukte een zwaar stempel op deze activiteiten van het architectenbureau en werd hoofd interieurontwerper voor kerkelijke en universiteitsgebouwen. Zo speelde hij in 1958 een grote rol bij de totstandkoming van het McMaster Divinity College and Chapel. In de vroege zestiger jaren ging hij beeldhouwen, eerst in hout, later met andere materialen. Vanaf 1970 maakte McElcheran zijn bekende "The Crowd", "The (Rat) Race" en "Businessman"-figuren, die in meerdere steden in Canada verschenen. Hij heeft dit thema tot aan zijn dood verder uitgewerkt, als sculptuur, reliëf en muurreliëf. Hij ging, om zelf te kunnen bronsgieten, voor een opleiding naar Italië en verbleef in 1975 in Pietrasanta. Na terugkeer in Canada maakte hij in opdracht een fontein met beeldengroep (The Family Fountain) voor de stad Guelph; de naakte figuren zorgden voor een controverse in de stad.

## Werken (selectie)
- The Race (1966) in Saint Catharines
- Untitled - bronzen sculptuur/reliëf (1973), John M. Kelly Library - Universiteit van Toronto (eerst in kunststof, enkele jaren later in Italië in brons gegoten)[1]
- Businessman (1980), Wellington Street in Toronto en in Cobourg (Ontario)
- The Conversation (1981), Stephen Avenue in Calgary
- Muurreliëf Cross Section[2] (1981-1984), 3 wanden van metrostation Dundas in Toronto
- The Family Fountain (1985) in Guelph
- Businessman Walking (1986), King Street en St. Clair Avenue in Toronto
- The Encounter (1986), King Street in Toronto
- Three Businessmen[3] en Career Woman[4] in Pisa (Italië)
- Businessman on a Horse (1989), Universiteit van Toronto en in het Odette Sculpture Park in Windsor
- The Boss (1989)
- What is happening (1995), Cumberland Street in Toronto-Yorkville
- The Mob of Hunting Party (in pleister)[5]

## Fotogalerij

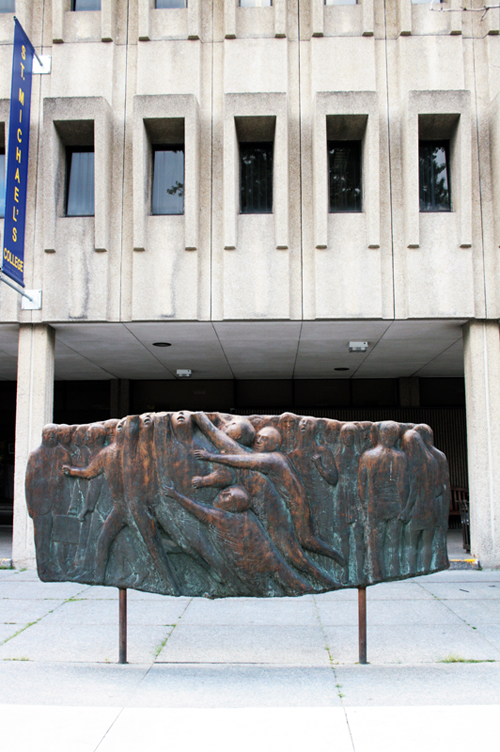
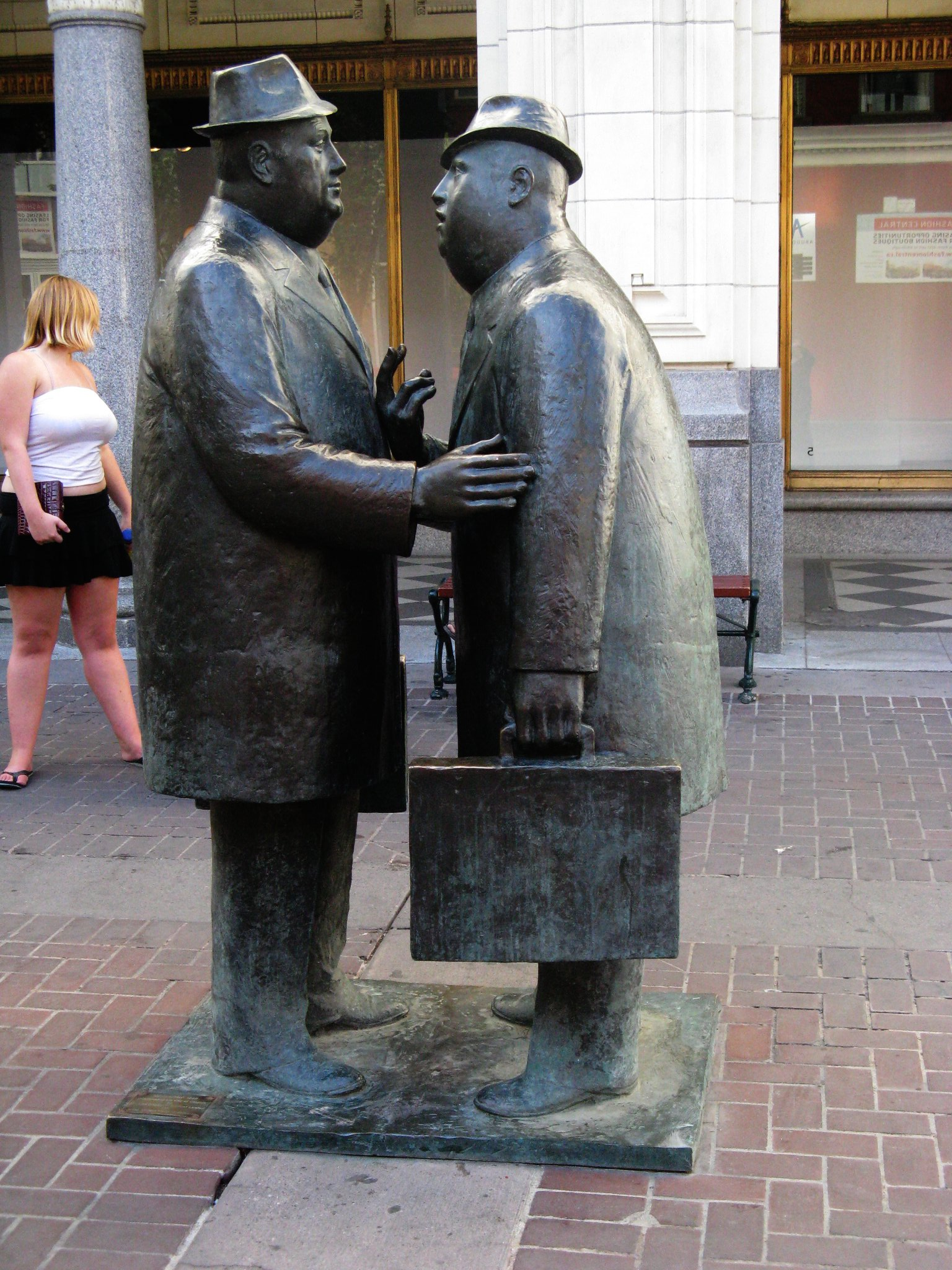
The Conversation in Calgary
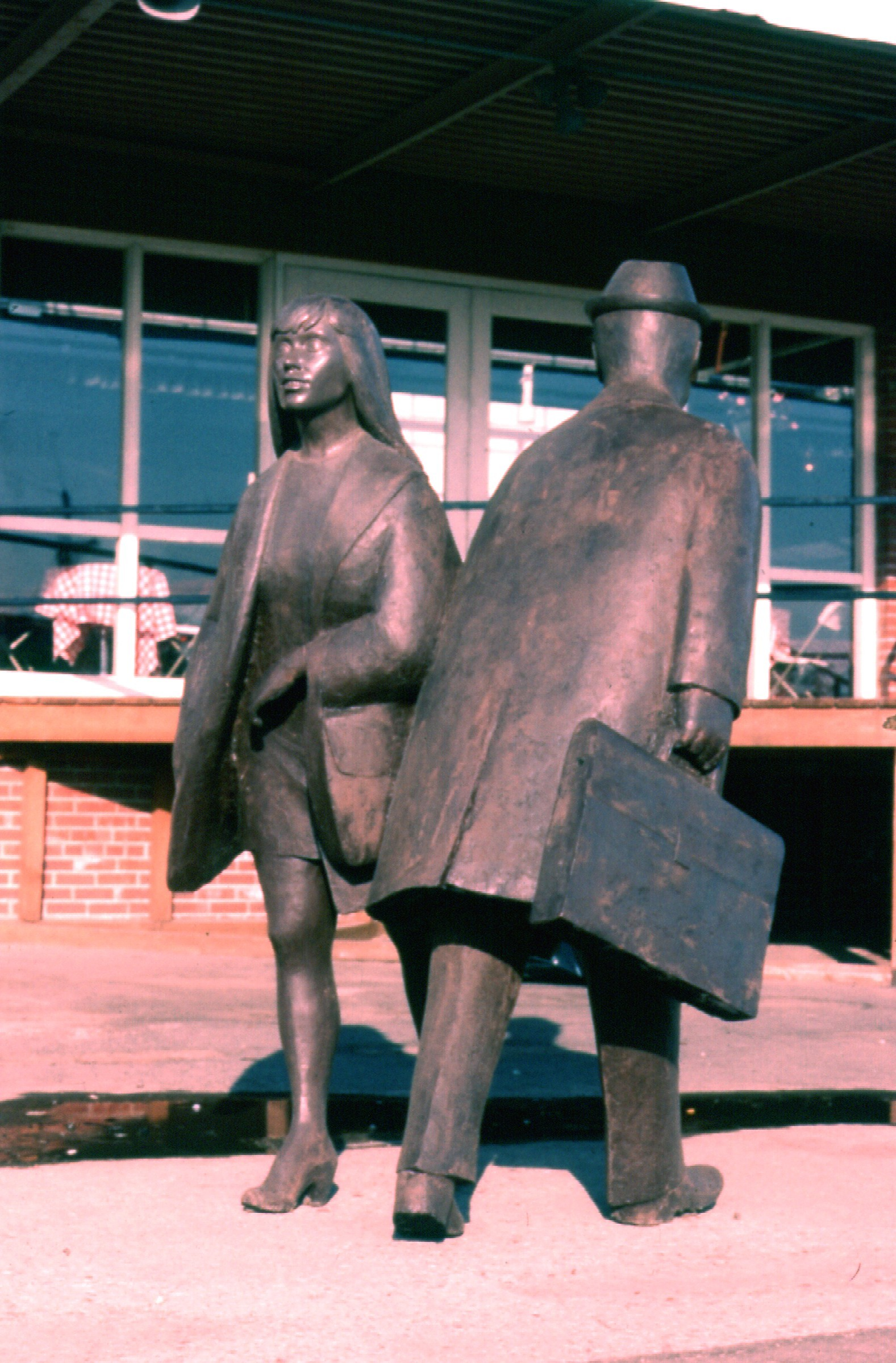
The Encounter
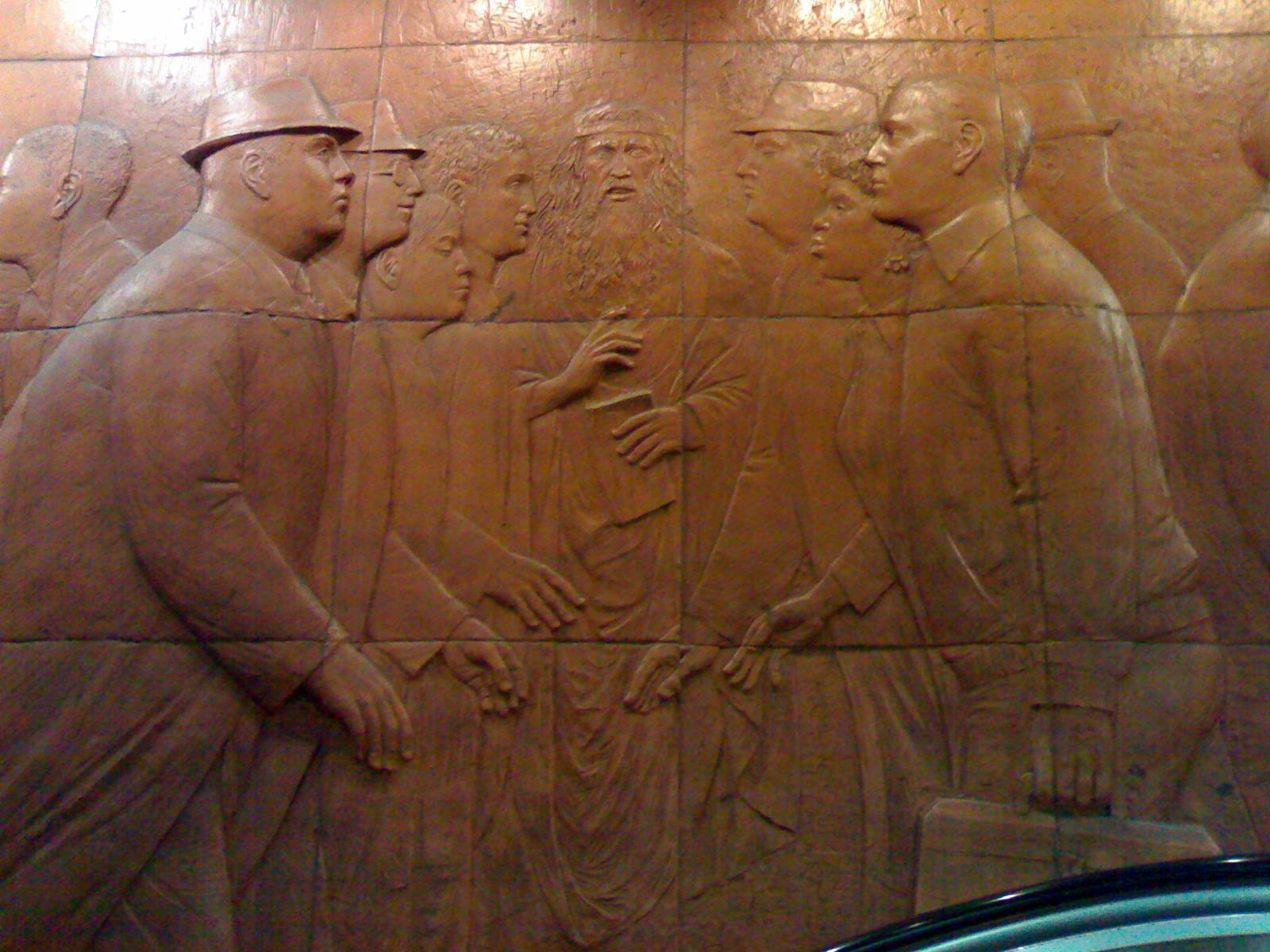
Muurreliëf Cross Section Dundas Subway Station in Toronto